# L'anima buona di Sezuan
L'anima buona di Sezuan, spesso tradotto in L'anima buona del Sezuan (Der gute Mensch von Sezuan) è un'opera teatrale del drammaturgo tedesco Bertolt Brecht.
Scritta a cavallo tra il 1938 ed il 1940, venne inscenata per la prima volta nel 1943 a Zurigo, per la regia di Leonard Steckel, mentre Brecht era ancora esiliato negli Stati Uniti. L'opera contiene, oltre a numerosi intermezzi, anche delle canzoni la cui musica è stata successivamente composta da Paul Dessau (1947-48). È uno dei migliori esempi del teatro epico.

## Trama
La prostituta Shen Te, unica anima buona disposta ad ospitare tre dèi giunti nel Sezuan per verificare la correttezza delle persone, riceve da loro una forte somma di denaro, con cui cambia vita e inizia a fare tutto il bene possibile agli altri, così come gli dèi le hanno fatto promettere e così come è congeniale alla sua indole altruista. In breve però questa sua disponibilità la rende bersaglio di molti personaggi ambigui e parassiti: per non soccombere, la buona Shen Te si traveste da uomo, spacciandosi per un cugino inesistente, Shui Ta, che inizia a sistemare le cose cacciando via gli intrusi e mettendo ordine negli affari economici di Shen Te.
Quando però Shen Te si innamora perdutamente di Yang Sun, aviatore disoccupato, interessato più che altro solo al denaro, tutto si complica e alla fine precipita: l'amore è la rovina degli esseri umani, in quanto non è possibile essere buoni con gli altri e contemporaneamente salvaguardare sé stessi, si finisce abbandonati dagli uomini e persino dagli dèi, che tornano impassibili nelle loro sfere celesti.

## Rappresentazioni
La prima rappresentazione è stata il 4 febbraio 1943 alla Schauspielhaus di Zurigo, regia di Leonard Steckel, musiche di Huldreich Georg Früh, scene di Teo Otto.
La prima rappresentazione italiana, con il titolo L'anima buona di Sezuan, è stata il 22 febbraio 1958 al Piccolo Teatro di Milano, nella traduzione di Pucci Panzeri e Giorgio Strehler, regia di Giorgio Strehler, scene di Luciano Damiani, costumi di Ezio Frigerio, musiche di Paul Dessau, direttore d'orchestra Gino Negri. Interpreti principali: Valentina Fortunato (Shen Te/Shui Ta), Paola Borboni, Ottavio Fanfani, Gabriella Giacobbe, Franco Graziosi, Andrea Matteuzzi, Marcello Moretti, Cesare Polacco, Relda Ridoni, Enzo Tarascio, Elvira Betrone, Gabriella Giacobbe.
La pièce fu poi rappresentata dalla Compagnia del Teatro Stabile, regia di Benno Besson, Teatro Argentina, Roma, stagione 1972-73
Successivamente Giorgio Strehler ha presentato un nuovo allestimento (debutto al Teatro Comunale di Modena, 9 aprile 1981), nella traduzione di Luigi Lunari e dello stesso Strehler, scene di Paolo Bregni, costumi di Luisa Spinatelli, musiche di Paul Dessau. Interpreti principali: Andrea Jonasson (Shen Te/Shui Ta), Massimo Ranieri, Isa Danieli, Renato De Carmine, Isa Di Marzio, Franco Mezzera, Carlo Montini, Renzo Palmer, Anna Saia, Alarico Salaroli, Carmen Scarpitta, Edda Valente, Mario Valgoi, Elio Veller. Questa versione è stata trasmessa da Raidue in data 2 gennaio 1984.

## Edizioni
- Bertolt Brecht, L'anima buona del Sezuan, Einaudi, Collezione di teatro n. 71, 1965, ISBN 9788806064037